# Lista över fornlämningar i Kungsbacka kommun (Tölö)
Lista över fornlämningar i Kungsbacka kommun (Tölö) är en förteckning av ett urval av de fornlämningar som finns i Tölö i Kungsbacka kommun.
| Namn                    | Lämningstyp                 | Tillkomsttid | Historisk indelning | Plats | Läge                 | ID-nr          | Bild                                 |
| ----------------------- | --------------------------- | ------------ | ------------------- | ----- | -------------------- | -------------- | ------------------------------------ |
| Tölö 1:1                | Grav markerad av sten/block |              | Tölö, Halland       |       | 57.490274, 12.109887 | 10151000010001 | Ladda upp en bild av detta fornminne |
| Tölö 1:2                | Grav markerad av sten/block |              | Tölö, Halland       |       | 57.490182, 12.109869 | 10151000010002 | Ladda upp en bild av detta fornminne |
| Gamle man (Tölö 2:1)    | Stensättning                |              | Tölö, Halland       |       | 57.490728, 12.116113 | 10151000020001 | Ladda upp en bild av detta fornminne |
| Gamle man (Tölö 2:2)    | Stensättning                |              | Tölö, Halland       |       | 57.490586, 12.116206 | 10151000020002 | Ladda upp en bild av detta fornminne |
| Tölö 5:2                | Stensättning                |              | Tölö, Halland       |       | 57.496908, 12.061564 | 10151000050002 | Ladda upp en bild av detta fornminne |
| Tölö 6:1                | Gravfält                    |              | Tölö, Halland       |       | 57.497582, 12.061786 | 10151000060001 | Ladda upp en bild av detta fornminne |
| Tölö 8:1                | Hög                         |              | Tölö, Halland       |       | 57.494624, 12.059980 | 10151000080001 | Ladda upp en bild av detta fornminne |
| Tölö 11:1               | Stensättning                |              | Tölö, Halland       |       | 57.495492, 12.055761 | 10151000110001 | Ladda upp en bild av detta fornminne |
| Tölö 11:2               | Grav markerad av sten/block |              | Tölö, Halland       |       | 57.495580, 12.055593 | 10151000110002 | Ladda upp en bild av detta fornminne |
| Tölö 12:1               | Gravfält                    |              | Tölö, Halland       |       | 57.496311, 12.058509 | 10151000120001 | Ladda upp en bild av detta fornminne |
| Tölö 12:2               | Gravfält                    |              | Tölö, Halland       |       | 57.497063, 12.057570 | 10151000120002 | Ladda upp en bild av detta fornminne |
| Tölö 12:3               | Stensättning                |              | Tölö, Halland       |       | 57.496615, 12.056888 | 10151000120003 | Ladda upp en bild av detta fornminne |
| Tölö 13:1               | Stensättning                |              | Tölö, Halland       |       | 57.498249, 12.058948 | 10151000130001 | Ladda upp en bild av detta fornminne |
| Tölö 15:1               | Stensättning                |              | Tölö, Halland       |       | 57.499376, 12.060138 | 10151000150001 | Ladda upp en bild av detta fornminne |
| Tölö 15:2               | Stensättning                |              | Tölö, Halland       |       | 57.499220, 12.060335 | 10151000150002 | Ladda upp en bild av detta fornminne |
| Tölö 20:1               | Stensättning                |              | Tölö, Halland       |       | 57.506531, 12.093743 | 10151000200001 | Ladda upp en bild av detta fornminne |
| Tölö 20:2               | Stensättning                |              | Tölö, Halland       |       | 57.506336, 12.093639 | 10151000200002 | Ladda upp en bild av detta fornminne |
| Tölö 22:1               | Stensättning                |              | Tölö, Halland       |       | 57.504053, 12.094667 | 10151000220001 | Ladda upp en bild av detta fornminne |
| Tölö 22:2               | Stensättning                |              | Tölö, Halland       |       | 57.504188, 12.094770 | 10151000220002 | Ladda upp en bild av detta fornminne |
| Tölö 22:3               | Stensättning                |              | Tölö, Halland       |       | 57.504317, 12.095150 | 10151000220003 | Ladda upp en bild av detta fornminne |
| Tölö 23:1               | Begravningsplats            |              | Tölö, Halland       |       | 57.502980, 12.092820 | 10151000230001 | Ladda upp en bild av detta fornminne |
| Tölö 24:1               | Stensättning                |              | Tölö, Halland       |       | 57.500271, 12.092277 | 10151000240001 | Ladda upp en bild av detta fornminne |
| Tölö 26:1               | Gravfält                    |              | Tölö, Halland       |       | 57.502013, 12.114868 | 10151000260001 | Ladda upp en bild av detta fornminne |
| Tölö 27:1               | Stenkrets                   |              | Tölö, Halland       |       | 57.501064, 12.114911 | 10151000270001 | Ladda upp en bild av detta fornminne |
| Tölö 27:2               | Stenkrets                   |              | Tölö, Halland       |       | 57.500875, 12.114612 | 10151000270002 | Ladda upp en bild av detta fornminne |
| Tölö 27:3               | Hög                         |              | Tölö, Halland       |       | 57.500546, 12.115456 | 10151000270003 | Ladda upp en bild av detta fornminne |
| Tölö 28:1               | Stensättning                |              | Tölö, Halland       |       | 57.496219, 12.061543 | 10151000280001 | Ladda upp en bild av detta fornminne |
| Tölö 28:2               | Stensättning                |              | Tölö, Halland       |       | 57.496327, 12.061458 | 10151000280002 | Ladda upp en bild av detta fornminne |
| Tölö 29:1               | Röse                        |              | Tölö, Halland       |       | 57.504973, 12.101594 | 10151000290001 | Ladda upp en bild av detta fornminne |
| Tölö 29:2               | Stensättning                |              | Tölö, Halland       |       | 57.504906, 12.101807 | 10151000290002 | Ladda upp en bild av detta fornminne |
| Tölö 30:1               | Gravfält                    |              | Tölö, Halland       |       | 57.498618, 12.113543 | 10151000300001 | Ladda upp en bild av detta fornminne |
| Tölö 31:1               | Gravfält                    |              | Tölö, Halland       |       | 57.498714, 12.112780 | 10151000310001 | Ladda upp en bild av detta fornminne |
| Tölö 32:1               | Hög                         |              | Tölö, Halland       |       | 57.512440, 12.104068 | 10151000320001 | Ladda upp en bild av detta fornminne |
| Tölö 33:1               | Röse                        |              | Tölö, Halland       |       | 57.510975, 12.107808 | 10151000330001 | Ladda upp en bild av detta fornminne |
| Store Våle (Tölö 34:1)  | Stensättning                |              | Tölö, Halland       |       | 57.511404, 12.109661 | 10151000340001 | Ladda upp en bild av detta fornminne |
| Lille Våle (Tölö 35:1)  | Stensättning                |              | Tölö, Halland       |       | 57.515113, 12.097114 | 10151000350001 | Ladda upp en bild av detta fornminne |
| Tölö 36:1               | Röse                        |              | Tölö, Halland       |       | 57.511491, 12.096610 | 10151000360001 | Ladda upp en bild av detta fornminne |
| Tölö 37:1               | Stensättning                |              | Tölö, Halland       |       | 57.511050, 12.098733 | 10151000370001 | Ladda upp en bild av detta fornminne |
| Tölö 38:1               | Röse                        |              | Tölö, Halland       |       | 57.518440, 12.120874 | 10151000380001 | Ladda upp en bild av detta fornminne |
| Tölö 38:2               | Röse                        |              | Tölö, Halland       |       | 57.518220, 12.120705 | 10151000380002 | Ladda upp en bild av detta fornminne |
| Tölö 39:1               | Röse                        |              | Tölö, Halland       |       | 57.509435, 12.123144 | 10151000390001 | Ladda upp en bild av detta fornminne |
| Tölö 42:1               | Stensättning                |              | Tölö, Halland       |       | 57.505110, 12.125946 | 10151000420001 | Ladda upp en bild av detta fornminne |
| Tölö 43:1               | Hög                         |              | Tölö, Halland       |       | 57.499636, 12.164864 | 10151000430001 | Ladda upp en bild av detta fornminne |
| Tölö 44:1               | Röse                        |              | Tölö, Halland       |       | 57.502529, 12.166439 | 10151000440001 | Ladda upp en bild av detta fornminne |
| Tölö 45:1               | Röse                        |              | Tölö, Halland       |       | 57.502116, 12.168001 | 10151000450001 | Ladda upp en bild av detta fornminne |
| Tölö 46:1               | Röse                        |              | Tölö, Halland       |       | 57.502644, 12.170733 | 10151000460001 | Ladda upp en bild av detta fornminne |
| Tölö 46:2               | Röse                        |              | Tölö, Halland       |       | 57.503111, 12.170302 | 10151000460002 | Ladda upp en bild av detta fornminne |
| Tölö 47:1               | Röse                        |              | Tölö, Halland       |       | 57.502700, 12.169115 | 10151000470001 | Ladda upp en bild av detta fornminne |
| Tölö 49:1               | Hög                         |              | Tölö, Halland       |       | 57.502851, 12.174038 | 10151000490001 | Ladda upp en bild av detta fornminne |
| Tölö 50:1               | Stensättning                |              | Tölö, Halland       |       | 57.499056, 12.172014 | 10151000500001 | Ladda upp en bild av detta fornminne |
| Tölö 52:1               | Hög                         |              | Tölö, Halland       |       | 57.516493, 12.106485 | 10151000520001 | Ladda upp en bild av detta fornminne |
| Tölö 53:1               | Hög                         |              | Tölö, Halland       |       | 57.517297, 12.107189 | 10151000530001 | Ladda upp en bild av detta fornminne |
| Tölö 53:2               | Hög                         |              | Tölö, Halland       |       | 57.517726, 12.107552 | 10151000530002 | Ladda upp en bild av detta fornminne |
| Tölö 53:3               | Hög                         |              | Tölö, Halland       |       | 57.517419, 12.108111 | 10151000530003 | Ladda upp en bild av detta fornminne |
| Tölö 53:4               | Stensättning                |              | Tölö, Halland       |       | 57.517236, 12.108232 | 10151000530004 | Ladda upp en bild av detta fornminne |
| Tölö 54:1               | Gravfält                    |              | Tölö, Halland       |       | 57.518655, 12.108605 | 10151000540001 | Ladda upp en bild av detta fornminne |
| Tölö 55:1               | Hög                         |              | Tölö, Halland       |       | 57.520372, 12.108432 | 10151000550001 | Ladda upp en bild av detta fornminne |
| Tölö 55:2               | Stensättning                |              | Tölö, Halland       |       | 57.520557, 12.108277 | 10151000550002 | Ladda upp en bild av detta fornminne |
| Tölö 55:3               | Stensättning                |              | Tölö, Halland       |       | 57.520090, 12.107767 | 10151000550003 | Ladda upp en bild av detta fornminne |
| Tölö 55:4               | Stensättning                |              | Tölö, Halland       |       | 57.520126, 12.107436 | 10151000550004 | Ladda upp en bild av detta fornminne |
| Tölö 55:6               | Stensättning                |              | Tölö, Halland       |       | 57.519747, 12.107610 | 10151000550006 | Ladda upp en bild av detta fornminne |
| Tölö 57:1               | Gravfält                    |              | Tölö, Halland       |       | 57.496977, 12.165526 | 10151000570001 | Ladda upp en bild av detta fornminne |
| Tölö 65:1               | Stensättning                |              | Tölö, Halland       |       | 57.499717, 12.050014 | 10151000650001 | Ladda upp en bild av detta fornminne |
| Tölö 66:1               | Stensättning                |              | Tölö, Halland       |       | 57.498171, 12.047082 | 10151000660001 | Ladda upp en bild av detta fornminne |
| Tölö 69:1               | Stensättning                |              | Tölö, Halland       |       | 57.493778, 12.041923 | 10151000690001 | Ladda upp en bild av detta fornminne |
| Tölö 69:2               | Stensättning                |              | Tölö, Halland       |       | 57.493833, 12.042074 | 10151000690002 | Ladda upp en bild av detta fornminne |
| Tölö 69:3               | Stensättning                |              | Tölö, Halland       |       | 57.493711, 12.041786 | 10151000690003 | Ladda upp en bild av detta fornminne |
| Tölö 69:5               | Stensättning                |              | Tölö, Halland       |       | 57.493598, 12.041213 | 10151000690005 | Ladda upp en bild av detta fornminne |
| Tölö 77:1               | Stensättning                |              | Tölö, Halland       |       | 57.498880, 12.173638 | 10151000770001 | Ladda upp en bild av detta fornminne |
| Tölö 79:1               | Stensättning                |              | Tölö, Halland       |       | 57.513798, 12.064893 | 10151000790001 | Ladda upp en bild av detta fornminne |
| Tölö 89:1               | Fornborg                    |              | Tölö, Halland       |       | 57.531101, 12.082194 | 10151000890001 | Ladda upp en bild av detta fornminne |
| Tölö 98:1               | Hög                         |              | Tölö, Halland       |       | 57.499578, 12.058673 | 10151000980001 | Ladda upp en bild av detta fornminne |
| Tölö 98:2               | Hög                         |              | Tölö, Halland       |       | 57.499465, 12.058529 | 10151000980002 | Ladda upp en bild av detta fornminne |
| Tölö 98:3               | Hög                         |              | Tölö, Halland       |       | 57.499379, 12.058930 | 10151000980003 | Ladda upp en bild av detta fornminne |
| Tölö 99:1               | Stensättning                |              | Tölö, Halland       |       | 57.515345, 12.102143 | 10151000990001 | Ladda upp en bild av detta fornminne |
| Tölö 100:1              | Stensättning                |              | Tölö, Halland       |       | 57.518093, 12.116166 | 10151001000001 | Ladda upp en bild av detta fornminne |
| Tölö 100:2              | Stensättning                |              | Tölö, Halland       |       | 57.517961, 12.115966 | 10151001000002 | Ladda upp en bild av detta fornminne |
| Tölö 100:3              | Stensättning                |              | Tölö, Halland       |       | 57.517827, 12.115690 | 10151001000003 | Ladda upp en bild av detta fornminne |
| Tölö 101:1              | Stensättning                |              | Tölö, Halland       |       | 57.518626, 12.117202 | 10151001010001 | Ladda upp en bild av detta fornminne |
| Tölö 102:1              | Stensättning                |              | Tölö, Halland       |       | 57.503176, 12.124861 | 10151001020001 | Ladda upp en bild av detta fornminne |
| Tölö 103:1              | Stensättning                |              | Tölö, Halland       |       | 57.502917, 12.129419 | 10151001030001 | Ladda upp en bild av detta fornminne |
| Tölö 103:2              | Stensättning                |              | Tölö, Halland       |       | 57.502839, 12.129245 | 10151001030002 | Ladda upp en bild av detta fornminne |
| Tölö 104:1              | Stenkrets                   |              | Tölö, Halland       |       | 57.501859, 12.130114 | 10151001040001 | Ladda upp en bild av detta fornminne |
| Tölö 105:1              | Hög                         |              | Tölö, Halland       |       | 57.500384, 12.108732 | 10151001050001 | Ladda upp en bild av detta fornminne |
| Tölö 106:1              | Stensättning                |              | Tölö, Halland       |       | 57.496478, 12.138636 | 10151001060001 | Ladda upp en bild av detta fornminne |
| Tölö 107:1              | Stensättning                |              | Tölö, Halland       |       | 57.502400, 12.152869 | 10151001070001 | Ladda upp en bild av detta fornminne |
| Tölö 108:1              | Hög                         |              | Tölö, Halland       |       | 57.504779, 12.147999 | 10151001080001 | Ladda upp en bild av detta fornminne |
| Tölö 109:1              | Stensättning                |              | Tölö, Halland       |       | 57.505461, 12.145394 | 10151001090001 | Ladda upp en bild av detta fornminne |
| Tölö 109:2              | Stensättning                |              | Tölö, Halland       |       | 57.505441, 12.144821 | 10151001090002 | Ladda upp en bild av detta fornminne |
| Tölö 109:3              | Stensättning                |              | Tölö, Halland       |       | 57.505516, 12.144538 | 10151001090003 | Ladda upp en bild av detta fornminne |
| Tölö 110:1              | Stensättning                |              | Tölö, Halland       |       | 57.498751, 12.160621 | 10151001100001 | Ladda upp en bild av detta fornminne |
| Tölö 112:1              | Stensättning                |              | Tölö, Halland       |       | 57.498095, 12.166939 | 10151001120001 | Ladda upp en bild av detta fornminne |
| Tölö 113:1              | Stensättning                |              | Tölö, Halland       |       | 57.500517, 12.164641 | 10151001130001 | Ladda upp en bild av detta fornminne |
| Tölö 114:1              | Stensättning                |              | Tölö, Halland       |       | 57.519532, 12.152468 | 10151001140001 | Ladda upp en bild av detta fornminne |
| Kungshögen (Tölö 115:1) | Hög                         |              | Tölö, Halland       |       | 57.499921, 12.116831 | 10151001150001 | Ladda upp en bild av detta fornminne |
| Tölö 155:1              | Stensättning                |              | Tölö, Halland       |       | 57.513702, 12.103613 | 10151001550001 | Ladda upp en bild av detta fornminne |
| Tölö 212                | Grav- och boplatsområde     |              | Tölö, Halland       |       | 57.499883, 12.086992 | 12000000011431 | Ladda upp en bild av detta fornminne |